# Васілаць (комуна)
Васілаць, Васілаці (рум. Vasilați) — комуна у повіті Келераш в Румунії. До складу комуни входять такі села (дані про населення за 2002 рік):
- Васілаць (3640 осіб)
- Нуч (409 осіб)
- Попешть (460 осіб)

Комуна розташована на відстані 32 км на південний схід від Бухареста, 71 км на захід від Келераші.

## Населення
За даними перепису населення 2002 року у комуні проживали 7943 особи.
Національний склад населення комуни:
| Національність | Кількість осіб | Відсоток |
| -------------- | -------------- | -------- |
| румуни         | 7769           | 97,8%    |
| цигани         | 173            | 2,2%     |
| турки          | 1              | < 0,1%   |

Рідною мовою назвали:
| Мова      | Кількість осіб | Відсоток |
| --------- | -------------- | -------- |
| румунська | 7942           | > 99,9%  |
| турецька  | 1              | < 0,1%   |

Склад населення комуни за віросповіданням:
| Релігія        | Кількість осіб | Відсоток |
| -------------- | -------------- | -------- |
| православні    | 7898           | 99,4%    |
| п'ятдесятники  | 38             | 0,5%     |
| римо-католики  | 2              | < 0,1%   |
| греко-католики | 2              | < 0,1%   |
| баптисти       | 1              | < 0,1%   |
| адвентисти     | 1              | < 0,1%   |
| мусульмани     | 1              | < 0,1%   |